# Goeppertia
Goeppertia là một chi thực vật có hoa trong họ Marantaceae. Chi này gồm khoảng 244 loài, trong đó có nhiều loài cho đến năm 2012 vẫn được xếp trong chi Calathea nghĩa rộng.

## Danh pháp khoa học
Chi này được Nees von Esenbeck mô tả lần đầu tiên vào năm 1831, tuy nhiên ông cũng là người đã dựng một chi khác cùng tên là Goeppertia vào năm 1836 (và vì thế mà nó trở thành không hợp lệ, nom. illeg.), hiện nay được coi là đồng nghĩa của Endlicheria (họ Lauraceae). Năm 1862, August Grisebach mô tả một chi khác cũng dùng tên Goeppertia (và vì thế mà nó cũng trở thành không hợp lệ, nom. illeg.); hiện nay được coi là đồng nghĩa của Bisgoeppertia (họ Gentianaceae).
Tên chi Goeppertia để vinh danh Heinrich Göppert (1800–1884), nhà thực vật học và cổ sinh vật học người Đức. (trích đoạn tiếng Latinh trong thông tin của Nees von Esenbeck (1836): Quam ob rem, ne viro a me maximi habito genus plantarum laesum atque impugnatum tribuatur, Laurinum hoc ab altero amicorum relictum alteri offerre et Goeppertio, professori Vratislaviensi, de plantarum historia quam maxime merito, denique dedicare, haud dubitabam.)

## Các loài
- Goeppertia ackermannii (Körn.) Borchs. & S.Suárez
- Goeppertia acuminata (Steyerm.) Borchs. & S.Suárez
- Goeppertia aemula (Körn.) Borchs. & S.Suárez
- Goeppertia affinis (Fenzl ex Regel) Borchs. & S.Suárez
- Goeppertia albertii (L.H.Bailey & Raffill) Borchs. & S.Suárez
- Goeppertia albovaginata (K.Koch & Linden) Borchs. & S.Suárez
- Goeppertia allenii (Woodson) Borchs. & S.Suárez
- Goeppertia allouia (Aubl.) Borchs. & S.Suárez
- Goeppertia altissima (Poepp. & Endl.) Borchs. & S.Suárez
- Goeppertia amazonica (H.Kenn.) Borchs. & S.Suárez
- Goeppertia angustifolia (Körn.) Borchs. & S.Suárez
- Goeppertia annae (H.Kenn. & J.M.A.Braga) Borchs. & S.Suárez
- Goeppertia applicata (Jacob-Makoy ex É.Morren) Borchs. & S.Suárez
- Goeppertia argyraea (Linden ex J.Dix) Borchs. & S.Suárez
- Goeppertia argyrophylla (Linden ex K.Koch) Borchs. & S.Suárez
- Goeppertia arrabidae (Körn.) Borchs. & S.Suárez
- Goeppertia atropurpurea (Matuda) Borchs. & S.Suárez
- Goeppertia attenuata (H.Kenn.) Borchs. & S.Suárez
- Goeppertia bachemiana (É.Morren) Borchs. & S.Suárez
- Goeppertia bantae (H.Kenn.) Borchs. & S.Suárez
- Goeppertia baraquinii (Lem.) Borchs. & S.Suárez
- Goeppertia barbata (Petersen) Borchs. & S.Suárez
- Goeppertia basiflora (H.Kenn.) J.M.A.Braga
- Goeppertia bellula (Linden) Borchs. & S.Suárez
- Goeppertia brasiliensis (Körn.) Borchs. & S.Suárez
- Goeppertia brevipes (Körn.) Borchs. & S.Suárez
- Goeppertia brunnescens (K.Koch) Borchs. & S.Suárez
- Goeppertia buchtienii (Pax) Borchs. & S.Suárez
- Goeppertia burle-marxii (H.Kenn.) Borchs. & S.Suárez
- Goeppertia cannoides (Nicolson, Steyerm. & Sivad.) Borchs. & S.Suárez
- Goeppertia capitata (Ruiz & Pav.) Borchs. & S.Suárez
- Goeppertia caquetensis (S.Suárez & Galeano) Borchs. & S.Suárez
- Goeppertia carolineae (H.Kenn.) J.M.A.Braga
- Goeppertia cataractarum (K.Schum.) Borchs. & S.Suárez
- Goeppertia chimboracensis (Linden) Borchs. & S.Suárez
- Goeppertia chrysoleuca (Poepp. & Endl.) Borchs. & S.Suárez
- Goeppertia cinerea (Regel) Borchs. & S.Suárez
- Goeppertia cleistantha (Standl.) Borchs. & S.Suárez
- Goeppertia clivorum (H.Kenn.) Borchs. & S.Suárez
- Goeppertia coccinea (Standl. & Steyerm.) Borchs. & S.Suárez
- Goeppertia colombiana (L.B.Sm. & Idrobo) Borchs. & S.Suárez
- Goeppertia colorata (Hook.) Borchs. & S.Suárez
- Goeppertia communis (Wand. & S.Vieira) Borchs. & S.Suárez
- Goeppertia comosa (L.f.) Borchs. & S.Suárez
- Goeppertia compacta (S.Suárez & Galeano) Borchs. & S.Suárez
- Goeppertia concinna (W.Bull) Borchs. & S.Suárez
- Goeppertia concolor (Eichler ex Petersen) Borchs. & S.Suárez
- Goeppertia contrafenestra (H.Kenn.) Borchs. & S.Suárez
- Goeppertia coriacea (H.Kenn.) Borchs. & S.Suárez
- Goeppertia crocata (É.Morren & Joriss.) Borchs. & S.Suárez
- Goeppertia cuneata (H.Kenn.) Borchs. & S.Suárez
- Goeppertia curaraya (H.Kenn.) Borchs. & S.Suárez
- Goeppertia cyclophora (Baker) Borchs. & S.Suárez
- Goeppertia cylindrica (Roscoe) Borchs. & S.Suárez
- Goeppertia densa (K.Koch & Linden) Borchs. & S.Suárez
- Goeppertia dicephala (Poepp. & Endl.) Borchs. & S.Suárez
- Goeppertia dilabens (L.Andersson & H.Kenn.) Borchs. & S.Suárez
- Goeppertia dodsonii (H.Kenn.) Borchs. & S.Suárez
- Goeppertia donnell-smithii (K.Schum.) Borchs. & S.Suárez
- Goeppertia dorothyae (J.M.A.Braga & H.Kenn.) J.M.A.Braga
- Goeppertia dressleri (H.Kenn.) Borchs. & S.Suárez
- Goeppertia dryadica (J.M.A.Braga) Borchs. & S.Suárez
- Goeppertia eburnea (André & Linden) Borchs. & S.Suárez
- Goeppertia ecuadoriana (H.Kenn.) Borchs. & S.Suárez
- Goeppertia effusa Saka & Lombardi
- Goeppertia eichleri (Petersen) Borchs. & S.Suárez
- Goeppertia elegans (H.Kenn.) Borchs. & S.Suárez
- Goeppertia elliptica (Roscoe) Borchs. & S.Suárez
- Goeppertia enclitica (J.F.Macbr.) Borchs. & S.Suárez
- Goeppertia erecta (L.Andersson & H.Kenn.) Borchs. & S.Suárez
- Goeppertia eximia (K.Koch & C.D.Bouché) Borchs. & S.Suárez
- Goeppertia exscapa (Poepp. & Endl.) Borchs. & S.Suárez
- Goeppertia fasciata (Linden ex K.Koch) Borchs. & S.Suárez
- Goeppertia fatimae (H.Kenn. & J.M.A.Braga) Borchs. & S.Suárez
- Goeppertia flavescens (Lindl.) Borchs. & S.Suárez
- Goeppertia foliosa (Rowlee ex Woodson & Schery) Borchs. & S.Suárez
- Goeppertia fragilis (Gleason) Borchs. & S.Suárez
- Goeppertia fucata (H.Kenn.) Borchs. & S.Suárez
- Goeppertia gandersii (H.Kenn.) Borchs. & S.Suárez
- Goeppertia gardneri (Baker) Borchs. & S.Suárez
- Goeppertia gloriana (H.Kenn.) Borchs. & S.Suárez
- Goeppertia gordonii (H.Kenn.) F.Silva & J.M.A.Braga
- Goeppertia grandis (Petersen) Borchs. & S.Suárez
- Goeppertia granvillei (L.Andersson & H.Kenn.) Borchs. & S.Suárez
- Goeppertia grazielae (H.Kenn. & J.M.A.Braga) Borchs. & S.Suárez
- Goeppertia guianensis (Klotzsch ex Benth. & Hook.f.) Borchs. & S.Suárez
- Goeppertia gymnocarpa (H.Kenn.) Borchs. & S.Suárez
- Goeppertia hammelii (H.Kenn.) Borchs. & S.Suárez
- Goeppertia hieroglyphica (Linden & André) Borchs. & S.Suárez
- Goeppertia humilis (S.Moore) Borchs. & S.Suárez
- Goeppertia hylaeanthoides (H.Kenn.) Borchs. & S.Suárez
- Goeppertia incompta (H.Kenn.) Borchs. & S.Suárez
- Goeppertia indecora (Woodson) Borchs. & S.Suárez
- Goeppertia inocephala (Kuntze) Borchs. & S.Suárez
- Goeppertia insignis (W.Bull ex W.E.Marshall) J.M.A.Braga, L.J.T.Cardoso & R.Couto
- Goeppertia jagoriana (Regel) Borchs. & S.Suárez
- Goeppertia jocosa (J.F.Macbr.) Borchs. & S.Suárez
- Goeppertia joffilyana (J.M.A.Braga) Borchs. & S.Suárez
- Goeppertia kappleriana (Körn. ex Horan.) Borchs. & S.Suárez
- Goeppertia kegeljanii (É.Morren) Saka
- Goeppertia killipii (L.B.Sm. & Idrobo) Borchs. & S.Suárez
- Goeppertia koernickeana (Regel) J.M.A.Braga
- Goeppertia kummeriana (É.Morren) Borchs. & S.Suárez
- Goeppertia laetevirens (Huber) Borchs. & S.Suárez
- Goeppertia lagoagriana (H.Kenn.) Borchs. & S.Suárez
- Goeppertia lanata (Petersen) Borchs. & S.Suárez
- Goeppertia lasiophylla (H.Kenn.) Borchs. & S.Suárez
- Goeppertia lasseriana (Steyerm.) Borchs. & S.Suárez
- Goeppertia latifolia (Willd. ex Link) Borchs. & S.Suárez
- Goeppertia legrelleana (Linden) Borchs. & S.Suárez
- Goeppertia leonae (Sander) Borchs. & S.Suárez
- Goeppertia leonoriae (Lascur., H.Oliva & Avendaño) Borchs. & S.Suárez
- Goeppertia leucostachys (Hook.f.) Borchs. & S.Suárez
- Goeppertia libbyana (H.Kenn.) Borchs. & S.Suárez
- Goeppertia liesneri (H.Kenn.) Borchs. & S.Suárez
- Goeppertia lietzei (É.Morren) Saka
- Goeppertia lindbergii (Petersen) Borchs. & S.Suárez
- Goeppertia lindeniana (Wallis) Borchs. & S.Suárez
- Goeppertia lindmanii (K.Schum.) Borchs. & S.Suárez
- Goeppertia littoralis (Körn.) Borchs. & S.Suárez
- Goeppertia loeseneri (J.F.Macbr.) Borchs. & S.Suárez
- Goeppertia longibracteata (Lindl.) Borchs. & S.Suárez
- Goeppertia longiflora (H.Kenn.) Borchs. & S.Suárez
- Goeppertia longipetiolata (H.Kenn.) Borchs. & S.Suárez
- Goeppertia louisae (Gagnep.) Borchs. & S.Suárez
- Goeppertia luciani (Linden) Borchs. & S.Suárez
- Goeppertia maasiorum (H.Kenn.) Borchs. & S.Suárez
- Goeppertia macilenta (Lindl.) Borchs. & S.Suárez
- Goeppertia macrosepala (K.Schum.) Borchs. & S.Suárez
- Goeppertia majestica (Linden) Borchs. & S.Suárez
- Goeppertia makoyana (É.Morren) Borchs. & S.Suárez
- Goeppertia mandioccae (Körn.) Borchs. & S.Suárez
- Goeppertia mansoi (Körn.) Borchs. & S.Suárez
- Goeppertia marantifolia (Standl.) Borchs. & S.Suárez
- Goeppertia martinicensis (Urb.) Borchs. & S.Suárez
- Goeppertia matudae (H.Kenn. & Ganders) Borchs. & S.Suárez
- Goeppertia mediopicta (Jacob-Makoy ex É.Morren) Borchs. & S.Suárez
- Goeppertia mendesiana Saka & Popovkin
- Goeppertia metallica (Planch. & Linden) Borchs. & S.Suárez
- Goeppertia micans (L.Mathieu) Borchs. & S.Suárez
- Goeppertia microcephala (Poepp. & Endl.) Borchs. & S.Suárez
- Goeppertia mirabilis (Jacob-Makoy ex É.Morren) Borchs. & S.Suárez
- Goeppertia misantlensis (Lascur.) Borchs. & S.Suárez
- Goeppertia mishuyacu (J.F.Macbr.) Borchs. & S.Suárez
- Goeppertia modesta (Brongn. ex Gris) Borchs. & S.Suárez
- Goeppertia monophylla (Vell.) Borchs. & S.Suárez
- Goeppertia multicincta (H.Kenn.) Borchs. & S.Suárez
- Goeppertia neblinensis (H.Kenn.) Borchs. & S.Suárez
- Goeppertia neoviedii (Petersen) Borchs. & S.Suárez
- Goeppertia nidulans (L.B.Sm. & Idrobo) Borchs. & S.Suárez
- Goeppertia nigricans (Gagnep.) Borchs. & S.Suárez
- Goeppertia nigrocostata (Linden & André) Borchs. & S.Suárez
- Goeppertia nitidifolia (H.Kenn.) Borchs. & S.Suárez
- Goeppertia nobilis (K.Koch) Borchs. & S.Suárez
- Goeppertia oblonga (Mart.) Borchs. & S.Suárez
- Goeppertia orbifolia (Linden) Borchs. & S.Suárez
- Goeppertia ornata (Linden) Borchs. & S.Suárez
- Goeppertia ovandensis (Matuda) Borchs. & S.Suárez
- Goeppertia ovata (Nees & Mart.) Borchs. & S.Suárez
- Goeppertia pachystachya (Poepp. & Endl.) Borchs. & S.Suárez
- Goeppertia pacifica (Linden & André) Borchs. & S.Suárez
- Goeppertia pallidicosta (H.Kenn.) Borchs. & S.Suárez
- Goeppertia panamensis (Rowlee) Borchs. & S.Suárez
- Goeppertia paucifolia (H.Kenn.) Borchs. & S.Suárez
- Goeppertia pavonii (Körn.) Borchs. & S.Suárez
- Goeppertia pavonina (K.Koch & Linden) Borchs. & S.Suárez
- Goeppertia pearcei (Rusby) Borchs. & S.Suárez
- Goeppertia peregrina (H.Kenn.) J.M.A.Braga
- Goeppertia peruviana (Körn.) Borchs. & S.Suárez
- Goeppertia petersenii (Eggers) Borchs. & S.Suárez
- Goeppertia picturata (K.Koch & Linden) Borchs. & S.Suárez
- Goeppertia pittieri (K.Schum.) Borchs. & S.Suárez
- Goeppertia plicata (H.Kenn.) Borchs. & S.Suárez
- Goeppertia poeppigiana (Loes. ex H.Kenn.) Borchs. & S.Suárez
- Goeppertia polytricha (Baker) Saka
- Goeppertia porphyrocaulis (W.Bull) Borchs. & S.Suárez
- Goeppertia portobelensis (H.Kenn.) Borchs. & S.Suárez
- Goeppertia praecox (S.Moore) Borchs. & S.Suárez
- Goeppertia prolifera (Vell.) Borchs. & S.Suárez
- Goeppertia propinqua (Poepp. & Endl.) Borchs. & S.Suárez
- Goeppertia pruinata (W.Bull) Borchs. & S.Suárez
- Goeppertia pseudoveitchiana (H.Kenn.) Borchs. & S.Suárez
- Goeppertia pulchella Borchs. & S.Suárez
- Goeppertia pumila (Vell.) Borchs. & S.Suárez
- Goeppertia regalis (Rollison ex Lem.) Borchs. & S.Suárez
- Goeppertia reginae (J.M.A.Braga) Borchs. & S.Suárez
- Goeppertia rhizanthoides (H.Kenn.) J.M.A.Braga
- Goeppertia robin-fosteri (H.Kenn.) Borchs. & S.Suárez
- Goeppertia robiniae (H.Kenn.) Borchs. & S.Suárez
- Goeppertia rodeckiana (K.Schum.) Borchs. & S.Suárez
- Goeppertia roseobracteata (H.Kenn.) Borchs. & S.Suárez
- Goeppertia roseopicta (Linden ex Lem.) Borchs. & S.Suárez
- Goeppertia rossii (Körn.) Borchs. & S.Suárez
- Goeppertia rufibarba (Fenzl) Borchs. & S.Suárez
- Goeppertia sanderiana (Sander) Borchs. & S.Suárez
- Goeppertia saxicola (Hoehne) Borchs. & S.Suárez
- Goeppertia schunkei (H.Kenn.) Borchs. & S.Suárez
- Goeppertia sciuroides (Petersen) Borchs. & S.Suárez
- Goeppertia selbyana (H.Kenn.) Borchs. & S.Suárez
- Goeppertia sellowii (Körn.) Borchs. & S.Suárez
- Goeppertia silvicola (H.Kenn.) Borchs. & S.Suárez
- Goeppertia silvosa (J.F.Macbr.) Borchs. & S.Suárez
- Goeppertia singularis (H.Kenn.) Borchs. & S.Suárez
- Goeppertia soconuscum (Matuda) Borchs. & S.Suárez
- Goeppertia sophiae (Huber) Borchs. & S.Suárez
- Goeppertia sousandradeana (H.Kenn. & Ganders) Borchs. & S.Suárez
- Goeppertia sphaerocephala (K.Schum.) Borchs. & S.Suárez
- Goeppertia splendida (Lem.) Borchs. & S.Suárez
- Goeppertia squarrosa (L.Andersson & H.Kenn.) Borchs. & S.Suárez
- Goeppertia standleyi (J.F.Macbr.) Borchs. & S.Suárez
- Goeppertia steyermarkii (H.Kenn. & Nagata) Borchs. & S.Suárez
- Goeppertia straminea (Petersen) Borchs. & S.Suárez
- Goeppertia stromanthifolia (Rusby) Borchs. & S.Suárez
- Goeppertia subtilis (S.Moore) Borchs. & S.Suárez
- Goeppertia tinalandia (H.Kenn.) Borchs. & S.Suárez
- Goeppertia trichoneura (H.Kenn.) Borchs. & S.Suárez
- Goeppertia truncata (Link ex A.Dietr.) Borchs. & S.Suárez
- Goeppertia tuberosa (Vell.) Borchs. & S.Suárez
- Goeppertia ucayalina (Huber) Borchs. & S.Suárez
- Goeppertia ulotricha (J.F.Macbr.) Borchs. & S.Suárez
- Goeppertia umbrosa (Körn.) Borchs. & S.Suárez
- Goeppertia undulata (Linden & André) Borchs. & S.Suárez
- Goeppertia ursina (Standl.) Borchs. & S.Suárez
- Goeppertia vaginata (Petersen) Borchs. & S.Suárez
- Goeppertia varians (K.Koch & L.Mathieu) Borchs. & S.Suárez
- Goeppertia variegata (K.Koch) Borchs. & S.Suárez
- Goeppertia veitchiana (Veitch ex Hook.f.) Borchs. & S.Suárez
- Goeppertia velutina (Poepp. & Endl.) Borchs. & S.Suárez
- Goeppertia venusta (H.Kenn.) Borchs. & S.Suárez
- Goeppertia verapax (Donn.Sm.) Borchs. & S.Suárez
- Goeppertia verecunda (H.Kenn.) Borchs. & S.Suárez
- Goeppertia villosa (Lindl.) Borchs. & S.Suárez
- Goeppertia vinosa (H.Kenn.) Borchs. & S.Suárez
- Goeppertia violacea (Lindl.) J.M.A.Braga & F.Silva
- Goeppertia virginalis (Linden ex Regel) Borchs. & S.Suárez
- Goeppertia wallisii (Linden) Borchs. & S.Suárez
- Goeppertia warszewiczii (Lem.) Borchs. & S.Suárez
- Goeppertia whitei (Rusby) Borchs. & S.Suárez
- Goeppertia widgrenii (Körn.) Borchs. & S.Suárez
- Goeppertia williamsii (J.F.Macbr.) Borchs. & S.Suárez
- Goeppertia wiotii (É.Morren) Borchs. & S.Suárez
- Goeppertia yoshida-arnsiae N.Luna & Saka
- Goeppertia zebrina (Sims) Nees
- Goeppertia zingiberina (Körn.) Borchs. & S.Suárez